# Richard Hunger (Basketballspieler)
Richard Hunger, auch Rich Hunger bzw. Rick Hunger (* 19. Juli 1959 in Montreal) ist ein ehemaliger kanadisch-deutscher Basketballspieler.

## Laufbahn
Hunger spielte in seinem Heimatland Kanada Eishockey, mit 15 Jahren wechselte er zum Basketball. Er spielte und studierte von 1977 bis 1981 am Providence College im US-Bundesstaat Rhode Island. In seiner Abschlusssaison 1980/81 erzielte er im Schnitt 12 Punkte, 6,8 Rebounds und 1,6 Blocks je Begegnung. Mit insgesamt 166 geblockten gegnerischen Würfen lag der 2,06 Meter große Innenspieler in der ewigen Bestenliste der Hochschulmannschaft auf dem dritten Rang, als er diese 1981 verließ.
Hunger wechselte nach dem Abschluss seiner Laufbahn in der NCAA ins Profilager und spielte in der Saison 1981/82 für OAR Ferrol in Spanien. Es folgte ein Abstecher nach Italien, wo er Pallacanestro Firenze verstärkte. 1983 nahm er mit der kanadischen Nationalmannschaft an den Panamerikanischen Spielen in Caracas teil, ehe der Linkshänder im Spieljahr 1983/84 wieder in Spanien, diesmal bei Cajamadrid, unter Vertrag stand. Für die Mannschaft kam er in 31 Ligaeinsätzen auf Mittelwerte von 12,6 Punkten sowie 9,2 Rebounds.
1984 wechselte Hunger zum SSV Hagen in die Basketball-Bundesliga und blieb dort bis 1986. Er wechselte innerhalb der Bundesliga zu Saturn Köln, war aber erst Ende November 1986 für die Mannschaft spielberechtigt, nachdem es einen Rechtsstreit gegeben hatte, ehe sich die beiden Vereine einigten.  Mit den Rheinländern wurde er 1987 und 1988 deutscher Meister. Zudem trat er mit Köln im Europapokal der Landesmeister an. 1988 beendete er seine Laufbahn. Im späteren Berufsleben war er in Kanada unter anderem für die Internationale Luftverkehrs-Vereinigung (IATA) tätig. Im Januar 2022 wurde Hunger Direktor einer Schlichtungsstelle für Streitsachen im kanadischen Sport.
Mit der ehemaligen kanadischen Leistungsschwimmerin Joanne Bedard hat Hunger zwei Söhne: Max Hunger entschied sich wie die Mutter für den Schwimmsport, er wechselte 2021 in die Schwimmstaffel der Princeton University. Luke Hunger wurde Basketballspieler und als solcher kanadischer Jugendauswahlspieler.